# Georges St-Pierre
Georges St-Pierre (ur. 19 maja 1981 w Saint-Isidore) – kanadyjski zawodnik mieszanych sztuk walki, dwukrotny zdobywca mistrzowskiego pasa organizacji UFC w wadze półśredniej z 2006 i 2008 oraz wagi średniej z 2017.
Trzykrotnie – w 2008, 2009 i 2010 roku – został wybrany przez kanadyjską telewizję Sportsnet sportowcem roku w Kanadzie.

## Życiorys

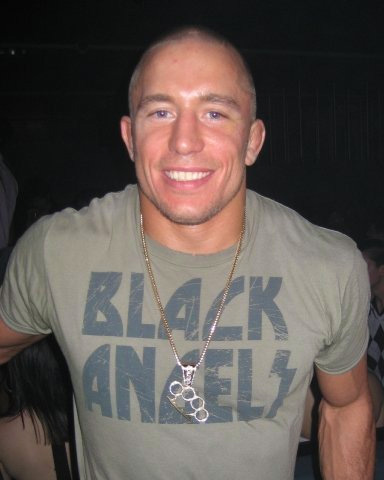
St-Pierre w lutym 2009 r

St-Pierre jest Quebekczykiem. Urodził się w miejscowości Saint-Isidore w quebeckim regionie Montérégie, jako syn Rolanda i Pauline St-Pierre 19 maja 1981 roku. St-Pierre miał trudne dzieciństwo, uczęszczał do szkoły, w której inni kradli mu ubrania i pieniądze. W dzieciństwie grał w hokeja, jeździł na łyżwach i uprawiał kilka sportów. Rozpoczął naukę Kyokushin Karate w wieku siedmiu lat od swojego ojca, a później od mistrza Kyokushin Karate, aby obronić się przed szkolnym łobuzem. Zajął się zapasami, brazylijskim Jiu-Jitsu i boksem po tym, jak jego nauczyciel karate zmarł, gdy Georges miał około 16 lat. St-Pierre uczęszczał do szkoły średniej w École Pierre-Bédard, gdzie był rekordzistą szkoły w ilości wykonanych podciągnięć. Po ukończeniu szkoły podjął studia kinezjologiczne w Cégep Édouard-Montpetit. Przed rozpoczęciem kariery zawodowej w mieszanych sztukach walki, St-Pierre pracował jako bramkarz w montrealskim klubie nocnym w South Shore o nazwie Fuzzy Brossard oraz jako śmieciarz przez sześć miesięcy, aby opłacić czesne w szkole. W wieku 12 lat posiadał już czarny pas karate Kyokushin 2. dan, a pierwszą zawodową walkę stoczył w wieku 20 lat.
W młodości St-Pierre był zainspirowany Jean-Claude Van Damme i opisywał walkę z nim w filmie „Kickboxer”: Vengeance jako „spełnienie marzeń”.
9 czerwca 2021 roku Saint-Isidore uhonorowało St-Pierre’a odsłonięciem ważącego 136 kg posągu z brązu, wraz z biografią zatytułowaną „Place GSP”. Statua znajduje się w ośmiokącie reprezentującym klatkę UFC z ośmioma podstawowymi wartościami St-Pierre’a wygrawerowanymi po francusku na podłodze ośmiokąta: rodzina, wytrwałość, mądrość, uczciwość, hojność, szacunek, kreatywność i honor.

## Trening
St-Pierre trenował z wieloma grupami w wielu różnych siłowniach przez całą swoją karierę zawodniczą. Przed walką z B.J. Pennem na UFC 58, trenował w Renzo Gracie Jiu-Jitsu Academy w Nowym Jorku. St-Pierre otrzymał swój brązowy pas w BJJ od Renzo Gracie 21 lipca 2006 roku. We wrześniu 2008 roku St-Pierre zdobył czarny pas w brazylijskim jiu-jitsu pod okiem Bruno Fernandesa.
St-Pierre rozpoczął treningi z Rashadem Evansem, Nathanem Marquardtem, Keithem Jardine’em, Donaldem Cerrone i innymi zawodnikami mieszanych sztuk walki w szkole Submission Fighting Gaidojutsu Grega Jacksona w Nowym Meksyku. Niektórzy z uczniów Jacksona towarzyszyli St-Pierre’owi do Montrealu, aby pomóc mu przygotować się do walki na UFC 94 z B.J. Pennem w Tristar Gym, w tym Keith Jardine, Nathan Marquardt, Donald Cerrone i Rashad Evans. Trenerem siłowym Georges’a jest Jonathan Chaimberg z Adrenaline Performance Centre w Montrealu. Głównym trenerem Georges’a jest Firas Zahabi z Zahabi MMA, z gymu Tristar. Ta dwójka stoczyła wszystkie ostatnie walki St-Pierre’a i pozostaje jego bliskimi przyjaciółmi. W latach 2006–2009 St-Pierre trenował Muay Thai pod okiem Phila Nurse’a w Wat w Nowym Jorku.

## Sportowa kariera
Pierwszy kontakt ze sportami walki miał w wieku siedmiu lat, gdy rozpoczął treningi karate kyokushin. W późniejszym okresie ćwiczył również zapasy, boks, boks tajski oraz brazylijskie jiu-jitsu (BJJ). W lipcu 2006 roku otrzymał brązowy pas w BJJ od Renzo Gracie, a we wrześniu 2008 czarny od Bruno Fernandesa.

### Mieszane sztuki walki
W styczniu 2002 roku zadebiutował jako zawodowiec w MMA. Wygrawszy 5 walk z rzędu przed czasem w kanadyjskiej federacji UCC i zdobywając jej pas mistrzowski, podpisał kontrakt z organizacją UFC. Zadebiutował dla niej w styczniu 2004 roku na UFC 46, gdy pokonał Karapeta Parizjana przez jednogłośną decyzję sędziów. Po kolejnym zwycięstwie (nad Jayem Hieronem) otrzymał szansę walki o wakujące mistrzostwo UFC w wadze półśredniej przeciwko byłemu mistrzowi, Mattowi Hughesowi. Odbyła się on 22 października 2004 roku (UFC 50); St-Pierre przegrał przez poddanie na sekundę przed końcem pierwszej rundy. Była to jego pierwsza porażka w profesjonalnej karierze MMA. Po przegranej z Hughesem, w maju 2005 obronił mistrzostwo TKO Major League (wcześniej UCC) poddając Dave’a Strassera. To była ostatnia walka dla kanadyjskiego TKO Major League, po niej podpisał długoterminowy kontrakt z UFC.
W ciągu następnych dwóch lat zwyciężył w 5 kolejnych walkach (w tym z B.J. Pennem), dzięki czemu zdobył prawo do rewanżowej walki z Hughesem. Doszło do niej 18 listopada 2006 na UFC 65. Tym razem zwyciężył St-Pierre (przez TKO), odbierając Hughesowi mistrzowski pas. Jednak sensacyjnie stracił go już w pierwszej obronie (UFC 69), przegrywając przez TKO z niżej notowanym Mattem Serrą.
Mistrzostwo odzyskał 19 kwietnia 2008 roku w Montrealu, nokautując Serrę w walce rewanżowej na UFC 83 (wcześniej zdobył tymczasowe mistrzostwo, pokonując po raz drugi Hughesa). Następnie sześciokrotnie je obronił, pokonując wszystkich rywali w dominującym stylu (Jona Fitcha, B.J. Penna, Thiago Alvesa, Dana Hardy’ego, Josha Koschecka i Jake’a Shieldsa). Swoją siódmą obronę pasa mistrzowskiego miał stoczyć 29 października 2011 roku na UFC 137 przeciw Carlosowi Conditowi, ale z powodu kontuzji kolana na 10 dni przed galą musiał się wycofać z tego pojedynku. Kolejną datę mistrzowskiego starcia ogłoszono na 4 lutego 2012, ale i tym razem do walki nie doszło ze względu na zerwanie więzadła w kolanie w grudniu przez St-Pierre’a, co spowodowało ponad 10-miesięczną absencję mistrza. Zamiast pojedynku St-Pierre vs Condit na lutowej gali, włodarze UFC zestawili ze sobą Condita z Nickiem Diazem o tymczasowe mistrzostwo w wadze półśredniej – ostatecznie zwyciężył Condit.
Do walki unifikacyjnej St-Pierre’a z Conditem w końcu doszło pod koniec 2012 roku na gali UFC 154 w Montrealu. Kanadyjczyk narzucił szybkie tempo, dzięki czemu miał przewagę w pierwszych dwóch rundach. W 3. rundzie Condit znokdaunował St-Pierre’a wysokim lewym kopnięciem w głowę, ale pod koniec rundy Kanadyjczyk doszedł do siebie i do końca rundy atakował Amerykanina w parterze. Ostatnie dwie rundy wyglądały podobnie co dwie pierwsze – obalenia przez St-Pierre’a i zadawanie przez niego serii ciosów łokciami i pięściami w parterze. Po końcowym gongu jednogłośnie na punkty zwyciężył St-Pierre oraz obronił siódmy raz z rzędu pas mistrzowski w kategorii do 77 kg.
16 marca 2013 pokonał jednogłośnie na punkty Nicka Diaza broniąc ósmy raz mistrzostwo, natomiast 16 listopada tego samego roku niejednogłośną decyzją sędziów zwyciężył Johny’ego Hendricksa po czym zawiesił karierę zawodniczą.
Po prawie czterech lata wrócił do zawodowych startów mierząc się 4 listopada 2017 na UFC 217 z mistrzem wagi średniej Brytyjczykiem Michaelem Bispingiem, którego ostatecznie pokonał przez techniczne poddanie duszeniem zza pleców w trzeciej rundzie, zostając tym samym mistrzem kat. średniej. Kanadyjczyk został również jednym z czterech zawodników w historii którzy zdobyli dwa pasy UFC w innych kategoriach wagowych, wcześnie ta sztuka udawała się Randy’emu Couturowi, B.J. Pennowi i Conorowi McGregorowi. 7 grudnia 2017 zwakował pas z powodów zdrowotnych.
13 grudnia 2018 roku, St-Pierre ujawnił w podcaście La Sueur, że całkowicie wyzdrowiał z wrzodziejącego zapalenia jelita grubego, ale nie podjął jeszcze decyzji, czy wróci do walki.
St-Pierre ogłosił swoje oficjalne przejście na emeryturę 21 lutego 2019 roku na konferencji prasowej w Bell Centre w Montrealu.
9 maja 2020 roku, UFC ogłosiło, że St-Pierre zostanie wprowadzony do nowoczesnego skrzydła UFC Hall of Fame.

## Osiągnięcia

### Mieszane sztuki walki
- 2002–2003: mistrz Universal Combat Challenge (UCC) w wadze półśredniej
- 2005: mistrz TKO Major League w wadze półśredniej
- 2006–2007: mistrz UFC w wadze półśredniej
- 2007–2008: tymczasowy mistrz UFC w wadze półśredniej
- 2008–2013: mistrz UFC w wadze półśredniej
- 2017: mistrz UFC w wadze średniej

- World MMA Awards
  - 2008: Poddanie Roku przeciwko Mattowi Hughesowi
  - 2009: Zawodnik Roku

### Kyokushin
- 1992: All Canadian open Junior Kumite – 1. miejsce
- 1993: All Canadian open Junior Kumite – 1. miejsce
- 1994: All Canadian open Junior Kumite – 2. miejsce
- 1995: All Canadian open Junior Kumite – 1. miejsce
- 1996: All Canadian open Junior Kumite – 1. miejsce

## Lista walk w MMA
| Wynik     | Bilans | Przeciwnik (bilans przed walką) | Rozstrzygnięcie                           | Runda | Czas | Rozgrywki              | Data       | Miejsce       | Uwagi                                                                                                   |
| --------- | ------ | ------------------------------- | ----------------------------------------- | ----- | ---- | ---------------------- | ---------- | ------------- | --- |
| Wygrana   | 26-2   | Michael Bisping (30-7)          | Techniczne poddanie (duszenie zza pleców) | 3     | 4:23 | UFC 217                | 04.11.2017 | Nowy Jork     | Zmiana kategorii wagowej na średnią. Zdobył mistrzostwo UFC w wadze średniej. Bonus za występ wieczoru. |
| Wygrana   | 25-2   | Johny Hendricks (15-1)          | Decyzja (niejednogłośna)                  | 5     | 5:00 | UFC 167                | 16.11.2013 | Las Vegas     | Obronił mistrzostwo UFC w wadze półśredniej. Bonus za walkę wieczoru.                                   |
| Wygrana   | 24-2   | Nick Diaz (26-8)                | Decyzja (jednogłośna)                     | 5     | 5:00 | UFC 158                | 16.03.2013 | Montreal      | Obronił mistrzostwo UFC w wadze półśredniej.                                                            |
| Wygrana   | 23-2   | Carlos Condit (28-5)            | Decyzja (jednogłośna)                     | 5     | 5:00 | UFC 154                | 17.11.2012 | Montreal      | Obronił mistrzostwo UFC w wadze półśredniej.                                                            |
| Wygrana   | 22-2   | Jake Shields (26-4-1)           | Decyzja (jednogłośna)                     | 5     | 5:00 | UFC 129                | 30.04.2011 | Toronto       | Obronił mistrzostwo UFC w wadze półśredniej.                                                            |
| Wygrana   | 21-2   | Josh Koscheck (15-4)            | Decyzja (jednogłośna)                     | 5     | 5:00 | UFC 124                | 11.12.2010 | Montreal      | Obronił mistrzostwo UFC w wadze półśredniej. Bonus za walkę wieczoru.                                   |
| Wygrana   | 20-2   | Dan Hardy (23-6)                | Decyzja (jednogłośna)                     | 5     | 5:00 | UFC 111                | 27.03.2010 | Newark        | Obronił mistrzostwo UFC w wadze półśredniej                                                             |
| Wygrana   | 19-2   | Thiago Alves (17-5)             | Decyzja (jednogłośna)                     | 5     | 5:00 | UFC 100                | 11.07.2009 | Las Vegas     | Obronił mistrzostwo UFC w wadze półśredniej                                                             |
| Wygrana   | 18-2   | B.J. Penn (13-4-1)              | TKO (przerwanie przez narożnik)           | 4     | 5:00 | UFC 94                 | 31.01.2009 | Las Vegas     | Obronił mistrzostwo UFC w wadze półśredniej                                                             |
| Wygrana   | 17-2   | Jon Fitch (19-2)                | Decyzja (jednogłośna)                     | 5     | 5:00 | UFC 87                 | 09.08.2008 | Minneapolis   | Obronił mistrzostwo UFC w wadze półśredniej. Bonus za walkę wieczoru.                                   |
| Wygrana   | 16-2   | Matt Serra (10-4)               | TKO (ciosy kolanem w korpus)              | 2     | 4:45 | UFC 83                 | 19.04.2008 | Montreal      | Zdobył i zunifikował mistrzostwo UFC w wadze półśredniej.                                               |
| Wygrana   | 15-2   | Matt Hughes (42-5)              | Poddanie werbalne (dźwignia na łokieć)    | 2     | 4:54 | UFC 79                 | 29.12.2007 | Las Vegas     | Zdobył tymczasowe mistrzostwo UFC w wadze półśredniej. Bonus za poddanie wieczoru.                      |
| Wygrana   | 14-2   | Josh Koscheck (9-1)             | Decyzja (jednogłośna)                     | 3     | 5:00 | UFC 74                 | 25.08.2007 | Las Vegas     | |
| Przegrana | 13-2   | Matt Serra (9-4)                | TKO (ciosy pięściami)                     | 1     | 3:25 | UFC 69                 | 07.04.2007 | Houston       | Stracił mistrzostwo UFC w wadze półśredniej.                                                            |
| Wygrana   | 13-1   | Matt Hughes (41-4)              | TKO (wysokie kopnięcie i ciosy pięściami) | 2     | 1:25 | UFC 65                 | 18.11.2006 | Sacramento    | Zdobył mistrzostwo UFC w wadze półśredniej. Bonus za nokaut wieczoru.                                   |
| Wygrana   | 12-1   | B.J. Penn (10-2-1)              | Decyzja (niejednogłośna)                  | 3     | 5:00 | UFC 58                 | 04.03.2006 | Las Vegas     | |
| Wygrana   | 11-1   | Sean Sherk (30-1-1)             | TKO (ciosy pięściami i łokciami)          | 2     | 2:53 | UFC 56                 | 19.11.2005 | Las Vegas     | |
| Wygrana   | 10-1   | Frank Trigg (12-3)              | Poddanie (duszenie zza pleców)            | 1     | 4:09 | UFC 54                 | 20.08.2005 | Las Vegas     | |
| Wygrana   | 9-1    | Jason Miller (12-3)             | Decyzja (jednogłośna)                     | 3     | 5:00 | UFC 52                 | 16.04.2005 | Las Vegas     | |
| Wygrana   | 8-1    | Dave Strasser (21-5-4)          | Poddanie (dźwignia na rękę – kimura)      | 1     | 1:52 | TKO 19:Rage            | 29.05.2005 | Montreal      | Obronił mistrzostwo TKO Major League MMA w wadze półśredniej.                                           |
| Przegrana | 7-1    | Matt Hughes (36-4)              | Poddanie (dźwignia na łokieć)             | 1     | 4:59 | UFC 50                 | 22.10.2004 | Atlantic City | Walka o mistrzostwo UFC w wadze półśredniej.                                                            |
| Wygrana   | 7-0    | Jay Hieron (4-0)                | TKO (ciosy pięściami)                     | 1     | 1:42 | UFC 48                 | 19.06.2004 | Las Vegas     | |
| Wygrana   | 6-0    | Karapet Parizjan (10-2)         | Decyzja (jednogłośna)                     | 3     | 5:00 | UFC 46                 | 31.01.2004 | Las Vegas     | Debiut w UFC.                                                                                           |
| Wygrana   | 5-0    | Pete Spratt (12-6)              | Poddanie (duszenie zza pleców)            | 1     | 3:40 | TKO 14:Road Warriors   | 29.11.2003 | Victoriaville | Obronił kanadyjskie mistrzostwo UCC (dawna nazwa) w wadze półśredniej                                   |
| Wygrana   | 4-0    | Thomas Denny (10-9)             | TKO (przerwanie przez lekarza)            | 2     | 2:45 | UCC 12:Adrenaline      | 25.01.2003 | Montreal      | Obronił kanadyjskie mistrzostwo UCC (dawna nazwa) w wadze półśredniej                                   |
| Wygrana   | 3-0    | Travis Galbraith (5-1)          | TKO (ciosy łokciami)                      | 1     | 2:03 | UCC 11:Thew next level | 11.10.2002 | Montreal      | Obronił kanadyjskie mistrzostwo UCC (dawna nazwa) w wadze półśredniej                                   |
| Wygrana   | 2-0    | Justin Bruckmann (4-1)          | Poddanie (dźwignia na łokieć)             | 1     | 3:53 | UCC 10:Battle          | 15.06.2002 | Gatineau      | Zdobył kanadyjskie mistrzostwo UCC (dawna nazwa) w wadze półśredniej                                    |
| Wygrana   | 1-0    | Ivan Menjivar (4-0)             | TKO (ciosy pięściami)                     | 1     | 4:59 | UCC 7:Bad Boyz         | 25.01.2002 | Montreal      | |

## Filmografia
- 2009: Never Surrender jako Georges
- 2014: Kapitan Ameryka: Zimowy żołnierz jako Georges Batroc
- 2021: Falcon i Zimowy Żołnierz jako Georges Batroc
- 2024: W Klatce jako Georges St-Pierre